# Duniya Na Mane (1937)
Duniya Na Mane (übersetzt: Die Welt billigt es nicht) ist ein Hindi-Film von V. Shantaram aus dem Jahr 1937. Er thematisiert die verbreitete Nichtberücksichtigung der Wünsche der Frau bei der Verheiratung.

## Handlung
Nirmala, ein junges Mädchen, wird von ihren Aufzieheltern für eine bestimmte Summe Geld an den alten Witwer Kakasaheb verheiratet. Er selbst ist ein fortschrittlicher Anwalt mit einem Sohn und einer Tochter in Nirmalas Alter. Für Nirmala ist die Ehe ein Schock, doch mutig versucht sie sich in dem Haus zurechtzufinden und das Beste daraus zu machen. Der Witwer selbst glaubt seine Männlichkeit in dem hohen Alter nicht verloren zu haben. Sein Sohn Jugal, der im College studiert, fängt bald an mit seiner jungen Stiefmutter zu flirten. 
Die Ehe funktioniert nicht. Nur die mit im Haus lebende junge Tochter Sushila, die in Nirmalas Alter und selbst Witwe ist, hält Nirmala bei Laune. Langsam erkennt Kakasaheb die Ungerechtigkeit seiner Eheschließung mit und für Nirmala und begeht Selbstmord. So verlässt er das Mädchen, welches er einst gegen ihren Willen heiratete und lässt sie ihren eigenen Weg gehen.

## Musik
| Liedtitel                            | Sänger      |
| ------------------------------------ | ----------- |
| In the world's broad field of battle | Shanta Apte |
| Ek Tha Raja Ek Thi Rani              | Shanta Apte |

Die Liedtexte zur Musik von Keshavrao Bhole schrieb Munshi Aziz. Der Text des englischsprachigen Liedes In the world's broad field of battle...Be not like dumb, driven cattle ist ein Gedicht von Henry Wadsworth Longfellow.

## Hintergrund

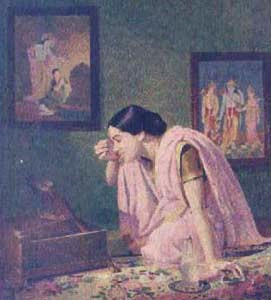
Poster von Duniya Na Mane

Das Drehbuch dieser Prabhat-Produktion schrieb der Autor Narayan Hari Apte nach seinem 1923 erschienenen Roman Na Patnari Goshta. Für das Szenenbild und den Ton waren Sheikh Fattelal beziehungsweise Vishnupant Damle verantwortlich. Gleichzeitig entstand auch eine Marathi-Version des Films mit dem Titel Kunku.
Shakuntala Paranjpe, die Darstellerin der Sushila, war außerhalb der Leinwand als engagierte Sozialaktivistin bekannt, die sich für Frauenrechte einsetzte. Shanta Aptes Frische und Leichtigkeit in ihrer ersten großen Hauptrolle etablierte sie als führende Sängerin der 1930er-Jahre.

## Kritik
Trotz betont melodramatischer Züge des Films gelangen Shantaram, der seine Filme stets selbst schnitt, einige herausragende Visualisierungen wie das lachende Gesicht des alten Mannes in den Scherben des zerschlagenen Spiegels und das Leitmotiv der tickenden Uhr. Viele dieser Bilder symbolisieren die sexuelle Impotenz des alten Mannes.